# Penfluridolo
Il penfluridolo (conosciuto durante la fase sperimentale anche con la sigla R 16341) è una molecola dotata di proprietà antipsicotiche, un derivato di prima generazione della difenilbutilpiperidina. 
Rispetto ad altri derivati della difenilbutilpiperidina (ad esempio pimozide e fluspirilene), il composto presenta una emivita di eliminazione estremamente lunga, pertanto i suoi effetti perdurano per molti giorni dopo una singola assunzione orale.

## Farmacodinamica
La molecola agisce bloccando il recettore postsinaptico della dopamina a livello del sistema dopaminergico mesolimbico e ne accelera il tasso di turnover, inoltre inibisce il rilascio di ormoni ipotalamici e ipofisari.
La potenza di penfluridolo, come antipsicotico ed in termini di dose necessaria per produrre effetti comparabili, è considerata simile a quella di aloperidolo e pimozide. Il composto si caratterizza per un'azione solo lievemente sedativa.

## Farmacocinetica
A seguito di assunzione per via orale la molecola viene facilmente assorbita dal tratto gastrointestinale. La concentrazione plasmatica di picco (Cmax) viene raggiunta dopo circa 2 ore dalla somministrazione. Il farmaco subisce un metabolismo di primo passaggio enteroepatico. Nell'organismo viene metabolizzato tramite processi di dealchilazione. L'eliminazione avviene attraverso l'emuntorio renale e le feci (in cui è dosabile il metabolita N-dealchilato). L'emivita terminale di eliminazione è molto lunga, raggiungendo le 120 ore.

## Usi clinici
Il farmaco trova indicazione nel trattamento sintomatico di disordini di natura psicotica (come ad esempio il delirio cronico, le psicosi allucinatorie) ed i disturbi psicomotori tipici dei soggetti schizofrenici.

## Effetti collaterali e indesiderati
Nel corso del trattamento si possono osservare diversi tipi di eventi avversi, in particolare disturbi neurologici quali sedazione o sonnolenza, discinesie precoci (torcicollo spasmodico, crisi oculogire, trisma), disturbi di tipo extrapiramidale (ipertonia, ipocinesie, acinesie, oppure ipercinesie quali tremori, movimenti coreici, movimenti atetosici, l'emiballismo, determinati tic nervosi) e discinesie tardive.

Sono stati descritti anche disturbi endocrini e metabolici come impotenza sessuale, disfunzione erettile, frigidità, amenorrea, galattorrea, ginecomastia, iperprolattinemia e glicosuria.
 
Occasionalmente sono stati riportati altri disturbi, particolarmente inerenti al sistema gastrointestinale ( riduzione dell'appetito, scialorrea, dispepsia, nausea, vomito, diarrea) ma anche astenia, ipotensione, tachicardia, palpitazioni, rash cutanei. 
Anche penfluridolo, come molti altri antipsicotici, può causare la sindrome neurolettica maligna caratterizzata da iperpiressia, rigidità muscolare, instabilità autonomica (polso e pressione irregolari) ed insufficienza renale acuta. 
Il semplice sospetto di sindrome neurolettica maligna impone l'immediata sospensione del trattamento e l'inizio di terapie di supporto alle funzioni vitali.

## Controindicazioni
Il farmaco è controindicato nei soggetti con ipersensibilità individuale nota al principio attivo oppure ad uno qualsiasi degli eccipienti della formulazione farmacologica.
È inoltre controindicato nei pazienti che assumono altri deprimenti il sistema nervoso centrale (SNC) per il pericolo di sinergismo che può portare al coma.

## Dosi terapeutiche
Nei soggetti adulti il trattamento delle psicosi croniche prevede una dose orale usuale di penfluridolo pari a 20–60 mg alla settimana. Nei casi più gravi o resistenti alla terapia possono essere somministrati fino a 250 mg di farmaco alla settimana.

## Gravidanza e allattamento
Nelle donne in stato di gravidanza il farmaco non deve essere somministrato durante il primo trimestre. Nel secondo e terzo trimestre il composto può essere impiegato solo sotto diretto controllo medico e dopo un'attenta valutazione dei benefici attesi per la madre rapportati ai rischi potenziali per il nascituro. Nelle donne che allattano al seno l'uso del farmaco è sconsigliato.

## Sovradosaggio
Il sovradosaggio da penfluridolo si manifesta con grave sindrome parkinsoniana e coma. Il trattamento è sintomatico e di supporto.

## Interazioni
- Levodopa: Il trattamento di associazione con penfluridolo deve essere evitato, in quanto l'antipsicotico è un antagonista della dopamina.
- Sostanze depressive il sistema nervoso centrale (etanolo, ipnotici, oppiacei, alcuni antistaminici): la co-somministrazione con penfluridolo deve essere evitata per il sinergismo d'azione ed il conseguente potenziamento degli effetti sedativi.
- Inibitori della monoamino ossidasi: la terapia di associazione può determinare una marcata ipotensione ortostatica.
- Antiacidi contenenti sali di alluminio: la co-somministrazione con penfluridolo può ridurre l'assorbimento di quest'ultimo.
- Metoclopramide: la contemporanea associazione con penfluridolo può aumentare il rischio di segni di tipo extrapiramidale.
- Acido valproico e fenitoina: la contemporanea assunzione con l'antipsicotico può comportare un aumento dei livelli plasmatici di questi composti.

## Avvertenze
Nei pazienti con malattie cardiovascolari gravi, alterazione della funzionalità renale ed epatica, feocromocitoma o parkinsonismo il penfluridolo deve essere somministrato con estrema cautela.

Il farmaco può determinare sedazione, ridotta attenzione e capacità di reazione, soprattutto con le dosi più alte e nelle fasi iniziali del trattamento. Per questo motivo deve essere somministrato con cautela in quei soggetti che debbono guidare autoveicoli o usare macchinari pericolosi.